# 서도중학교 볼음분교
서도중학교 볼음분교는 인천광역시 강화군에 있었던 공립 중학교이다.

## 학교 연혁
- 1976년 4월 6일: 개교
- 2019년 2월 28일 : 43년만에 폐교[2]

## 참고 자료
- 서도중학교 볼음분교 - 한국교육학술정보원 학교알리미